# Curtis (Nebraska)
Pour les articles homonymes, voir Curtis.
Curtis est une ville du comté de Frontier, au Nebraska (États-Unis). Elle compte 939 habitants d'après le recensement des États-Unis de 2010. D'après le bureau du recensement des États-Unis, elle couvre une superficie de 1,20 milles carrés (3,11 km2).

## Histoire
Curtis est fondée en 1886, peu après l'arrivée du chemin de fer dans la région. La communauté est nommée d'après le nom d'un trappeur de la région.